# Dipropus brasilianus
Dipropus brasilianus – gatunek chrząszcza z rodziny sprężykowatych (Elateridae).

## Morfologia
Chrząszcz ten osiąga długość 11,5–12,5 mm.
Jest to czerwono-brązowy chrząszcz o jaśniejszych od reszty ciała odnóżach i czułkach. Jego ciało porasta umiarkowanie gęste, długie, cienkie szarawe owłosienie.
Cechuje się on łódkowatym, szerszym niż dłuższym czołem, na przedzie pośrodkowo lekko wklęsłym. Jego przedni brzeg jest zaokrąglony. Pokrywa je szorstka i gęsta punktuacja. Czułki są zębate, składają się z 11 segmentów. Drugi segment ma kształt okrągły, a trzeci − trójkątny − nie dorównuje jednak długością kolejnemu. Ostatni jest zaostrzony u czubka. Górna warga o kształcie przypominającym prostokątny charakteryzuje się setami. Żuwaczki są szerokie, a porastające je szczecinki tworzą w okolicy pośrodkowej penicillius.
Pokrywy skrzydeł są wypukłe. Skrzydła zwężają się w połowie dystalnej.
Na goleniach widnieją krótkie ostrogi, pod nimi znajdują się 3 lamelarne tarsomery. Tarczki są kształtu zbliżonego do trójkąta.

## Zasięg występowania
Owad występuje w Ameryce Południowej, dokładniej zaś zamieszkuje Brazylię.